# 谷澍
谷澍（1967年8月1日—），上海财经大学经济学博士，高级会计师。曾任中国工商银行行长，现任中国农业银行董事长。

## 简历
谷澍拥有上海交通大学工学学士学位，东北财经大学管理学硕士学位，1998年取得上海财经大学经济学博士学位。历任中国工商银行（工行）会计结算部副处长、处长及副总经理、计划财务部副总经理、财务会计部总经理、董事会秘书、战略管理与投资者关系部总经理、山东省分行行长。
2013年10月，谷澍被调任工行副行长。2016年9月升任工行行长。2021年1月5日，工商银行发布公告称谷澍已递交辞呈离开工行。
2021年1月，中国农业银行发布公告称，董事会选举谷澍为董事长。2021年2月9日起就任农业银行董事长、董事会战略规划与可持续发展委员会委员、主席。